# بودياسا
بودياسا هي بلدية تقع في إقليم أرجيش في رومانيا.

## السكان
حسب إحصائيات 2002 بلغ عدد سكان القرية 3,838 نسمة.